# Peacemakers (série télévisée)
Pour les articles homonymes, voir Peacemaker.
Cet article concerne la série télévisée de USA Network. Pour la série télévisée de HBO Max, voir Peacemaker (série télévisée).
Peacemakers est une série télévisée américaine en dix épisodes de 42 minutes, créée par Larry Carroll et Rick Ramage et diffusée entre le 30 juillet et le 8 octobre 2003 sur USA Network.
En France, le premier épisode a été diffusé le 16 décembre 2006 sur Série Club dans les Screenings 2006.

## Synopsis
Cette série met en scène les enquêtes que mènent un marshal de la « vieille école » et un jeune détective adepte des « méthodes scientifiques » dans l'Ouest américain du XIXe siècle.

## Distribution
- Colby Johannson : Chipper Dunn
- Tom Berenger : Marshal Jared Stone
- James Ralph : Ralph
- Elizabeth Rice : Amy Owen
- Linden Banks : Hollis Crumb
- Roger R. Cross : Isaac Evans

## Épisodes
1. Titre français inconnu (Pilot [1/2])
2. Titre français inconnu (Pilot [2/2])
3. Titre français inconnu (29 Seconds)
4. Titre français inconnu (No Excuse)
5. Titre français inconnu (Dead to Rights)
6. Titre français inconnu (Legend of the Gun)
7. Titre français inconnu (The Perfect Crime)
8. Titre français inconnu (The Witness)
9. Titre français inconnu (Bad Company)
10. Titre français inconnu (A Town Without Pity)